# За Сталина! (бронепоезд)
Особый бронепоезд (обп) № 1 «За Сталина!» — отдельный бронепоезд автобронетанковых войск РККА, один из двух бронепоездов, построенных на Коломенском заводе во время Великой Отечественной войны. Бронепоезд построили по инициативе работников Наркомата Тяжелого Машиностроения (Наркомтяжмаш — НКТМ) по особому постановлению Государственного комитета обороны (ГКО).
Обп был построен за полтора месяца и, том числе, на средства из 1 157 973 рублей, собранных работниками Коломенского завода и жителями Коломны. Конструкция бронирования бронепаровоза и броневых площадок бронепоезда № 1 в 1942 году легли в основу конструкции бронепаровоза и бронеплощадок, разработанного ремонтной базой № 6 для именных бронепоездов автобронетанковых войск РККА «Козьма Минин», «Илья Муромец», «Имени газеты „Правда“» и «Имени газеты „Красная звезда“» (а позже и типа БП-43) и бронеплощадки типа ПВО-4.

## История
Инициатива постройки «сверхпланового» бронепоезда и укомплектования добровольцами его экипажа принадлежала коллективу завода.

Заместителю председателя ГКО СССР В. Молотову, 23 июля 1941 года.

Наркомтяжмаш и коллективы Коломенского завода им. Куйбышева, завода «Красный Профинтерн» и Ворошиловградского завода им. Октябрьской революции для усиления фронта боевой техникой имеют возможность за счет мобилизации внутренних ресурсов заводов изготовить сверх плана и укомплектовать добровольцами два бронепоезда.

Представляю проект постановления ГКО об изготовлении и формировании двух бронепоездов и прошу его утвердить.

НКТМ СССР Н. Казаков.

Приложение — упомянутое на 12 л.
26 июля 1941 года было издано соответствующее постановление ГКО (№ 287сс). Постройка началась в конце июля и была завершена к 10 сентября, на торжественном митинге, на котором присутствовали второй секретарь Московского областного комитета ВКП(б) Б. Н. Черноусов, дважды Герой Советского Союза И. Д. Папанин, народный поэт БССР Янка Купала и многие другие, ОБП был передан его команде.

«Пожалуй, самым любимым детищем нашего завода в те дни был бронепоезд № 1. Его сооружали с особым подъемом. Само слово „бронепоезд“ звучало весомо даже в масштабах нашего завода. Проектировали его заводские конструкторы и технологи по заданию военных. Бронепоезд стал как бы боевым знаменем коллектива. Не было цеха или участка, которые остались бы в стороне… Рабочие и инженеры „выхаживали“ каждую мелочь на бронепоезде, не говоря уже о главных механизмах — паровозе и мощном вооружении»— Н. Н. Смеляков, директор Коломенского завода с ноября 1941 года по март 1942 года, государственный деятель, в своей книге «Уроки жизни».
Бронепоезд имел две части — боевую и базовую. Боевая часть состояла из бронепаровоза, двух артиллерийских бронеплощадок, а также трех зенитных бронеплощадок; для предохранения поезда от подрывов имелись четыре двухосные контрольные платформы, они же использовались и для перевозки путевого инструмента и запаса элементов верхнего строения пути (рельсов, шпал и другого). Базовая часть включала в себя четыре 4-осных крытых вагона для личного состава, два 4-осных пассажирских вагона (штабной и командно-санитарный), вагон-мастерскую, вагон-баню, вагон-кухню, вагон-вещевой склад, вагон-склад топлива, вагон для запчастей, вагон для боевых припасов, зенитную платформу.
Особого внимания заслуживает бронепаровоз БП. Он представлял собой паровоз серии 9П, подвергнутый очень сильной модернизации и снабжённый тендером. В отчёте предприятия говорится следующее:
«Паровоз бронепоезда 1-3-1 модернизирован из паровоза промышленного типа 9П, строящегося на заводе. Необходимость длительной работы бронепоезда требует от паровоза повышенной мощности котла, в связи с этим паровоз 9П типа 0-3-0 был переделан. Паровозу были приданы передняя и задняя тележки, котёл был увеличен и снабжён пароперегревателем.
Характеристика паровоза:
- Диаметр ведущих колёс паровоза — 1050 миллиметров;
- Диаметр поддерживающих колёс паровоза — 900 мм [вероятно, эта же величина относится и к бегунковым колёсам, так как отдельно они не упоминаются];
- Нагрузка на ведущую ось — 18 тонн;
- Нагрузка на поддерживающую ось — 14 т;
- Мощность паровоза — 600 л. с.;
- Скорость на горизонтальном участке — 60 км/ч;
- Скорость на подъёме 9,2 % [так в книге; здесь однозначно имеются в виду промилле, а не проценты] — 40 км/ч;
- Запас топлива — на 180 км;
- Толщина брони — 30 — 45 мм[7].

Будка машиниста оборудована телефонами и перископом. Тендер 4-осный, бронирован листами толщиной 30 мм, впереди тендера установлена командирская рубка, связанная со всем составом поезда телефонной и рупорной связью и имеющая рацию. В задней части тендера располагается боевая башня с пулемётом ДШК».
Входившие в состав бронепоезда две бронеплощадки построены на базе 4-осных 50-тонных платформ; судя по фотографиям, они имели тележки типа УВЗ (с литыми боковинами). При конструировании использовались эскизные чертежи бронеплощадки с танковыми башнями, разработанные броневой ремонтной базой № 6 в 1940 году. Корпус представлял собой каркас из металлического профиля, обшитый бронелистами толщиной 45 мм. Вооружение каждой площадки из двух 76-мм орудий Ф-34 (в башнях танка Т-34) и четырёх пулемётов Максима (в бортовых шаровых установках). Посадка экипажа осуществлялась через дверь в одной из торцевых стенок. В средней части крыши имелась командирская рубка.
Судя по тексту упоминавшегося постановления ГКО СССР, в состав бронепоезда должны были войти три бронеплощадки «с башней ПВО», имеющие комплексные зенитные пулемёты — вероятно, имелись в виду типовые пулеметные установки бронеплощадки СПУ-БП, вооружавшиеся счетверённым пулемётом Максима. Однако поезд был снабжён двухосными зенитными бронеплощадками иной конструкции — с бронированными бортами, а не с восьмигранной броневой башней. Известно, что он имел две такие платформы; одна из них была вооружена 37-мм автоматической зенитной пушкой обр. 1939 г., другая — пулемётом ДШК. Но, на фотографиях бронепоезда видны две платформы с зенитными пушками; это позволяет предположить, что зенитное вооружение было усилено — в процессе постройки бронепоезда или же перед выходом на фронт. Ещё одна зенитная платформа (с пулемётом ДШК) составляла ПВО базовой части.
Помимо указанного вооружения бронепоезд имел четыре спаренных с пушками в танковых башнях пулемёта ДТ с круговым обстрелом.
Судьба бронепоезда и его экипажа (команды) сложилась трагически. Из Коломны Бронепоезд № 1 отправили на фронт через Москву. Из московского депо имени Ильича к вечеру 9 октября ОБП прибыл в Можайск и без промедления отправил разведку в сторону Гжатска. В три часа ночи был получен приказ: супостат занял Гжатск, немецкие танки движутся к Москве, и их надо остановить. 10 октября (по другим данным — 11 октября) 1941 года на 174-м км Западной железной дороги между станциями Колесники и Гжатск он в первом же бою был потерян — расстрелян с небольшой дистанции немецкими батареями и штурмовым орудием StuG III. Бронепоезд даже не успели зарегистрировать как боевую единицу и приписать к какой-либо части действующей армии — то есть бронепоезда по документам просто не было.
Бронепоезд имел задачу вести огонь по скоплениям танков в районе Гжатска. Поезд двигался к Гжатску со стороны Можайска и за станцией Колесники успешно обстрелял немецкие танки слева по ходу своего движения (то есть к югу от железной дороги). Сам же поезд был обстрелян самоходным штурмовым орудием из состава артиллерийского полка моторизованной дивизии СС «Рейх», после чего начал медленно отходить, ведя при этом сильный огонь. Батареи того же артиллерийского полка, занявшие позиции восточнее Ивашково, открыли огонь по бронепоезду с дистанции около 1,5 км, а 4-я батарея полка (вероятно, с южной стороны железной дороги) — с дистанции около 400 метров. Паровоз получил повреждения; бронепоезд остановился, но продолжал вести сильный огонь. К 12 часам дня бронепоезд выбыл из строя, и экипаж начал его оставлять. Снимки, сделанные после боя, дают основание полагать, что в одной из бронеплощадок сдетонировал боезапас или же она была подорвана экипажем (площадка разрушена практически полностью). Также на котле бронепаровоза справа спереди видны 2 пробоины, от которых, вероятно, упало давление в котле, бронепоезд остановился и неподвижный был расстрелян немецкими орудиями.
Большая часть оставшихся в живых бойцов бронепоезда была захвачена немцами и расстреляна ими на месте. Незначительному количеству членов экипажа удалось вернуться, есть данные что в живых осталось только семь человек.
Каковы были в этом бою немецкие потери — не установлено.

«Немцы уже заняли Гжатск. Колонны фашистских солдат, бронемашин двигались по Минскому шоссе к Москве. На рассвете по железной дороге подошёл советский бронепоезд и начал обстреливать скопление вражеских войск на шоссе. Немцы понесли большие потери. Но в разгар боя налетели фашистские самолёты и начали бомбить деревню и железнодорожные пути. Одна из бомб попала в бронепоезд. Фашисты окружили его. Выходивших из поезда раненых они тут же расстреливали и бросали под откос. <…> Жители деревни Петрицово Гжатского района похоронили наших героев на окраине села. К сожалению, могилы их не сохранились».— Л. И. Миридоничева
В дальнейшем немцы восстановили паровоз и одну бронеплощадку. В базовой части бронепоезда, не участвовавшей в бою, позже была размещена база материально-технического снабжения ГАБТУ РККА.
Опыт постройки бронепоезда «За Сталина!» был использован при проектировании бронеплощадок типа ПЛ-42 для бронепоездов «Козьма Минин» и «Илья Муромец»; для этих же поездов была заимствована (с внесением значительных изменений) и схема бронирования паровоза.

## Состав
Ниже представлен штат особого бронепоезда в соответствии с Постановлением ГКО СССР:

### Формирование (человек л/с)
- Управление (12);
- Взвод управления (21);
- Бронеавтомобильный взвод (18);
- Взвод ПВО (17);
- Две бронеплощадки (50);
- Взвод тяги и движения (13);
- Мастерская и склад артиллерийского вооружения (11);
- Склад боевого питания (4);
- Хозяйственное отделение (13);

Всего в обп 159 человек личного состава.
В другом источнике указано: «В команду бронепоезда отбирали лучших из лучших. Из 164 человек — 142 были коломзаводцами-добровольцами.». Исследователь броневого и танкового вооружения и техники Максим Коломиец в июне 2013 года нашёл в архивах штатный список военнослужащих особого бронепоезда № 1 — «За Сталина!».

## Командование
- командир майор Алыбин Пётр Иванович[19].
- комиссар Кузьмин.

## Память
- В 1987 году[20] на месте боя была установлена памятная стела с именами погибших членов экипажа.
- В 2013 году была обнаружена братская могила из 15 человек, 10 из которых были со смертными медальонами, останки погибших военнослужащих Особого броневого поезда № 1, были перезахоронены на Воинском кладбище (воинском захоронении Старого кладбища, воинском мемориале) в городе Коломна, в 2014 году на месте, где была обнаружена братская могила, установили памятный знак.
- В 2014 году, 9 октября, в гимназии № 8 города Коломна был открыт музей, посвященный истории Особого бронепоезда № 1.
- В 2015 году был снят документальный фильм «Как сражался бронепоезд № 1 „За Сталина“»[21], в котором впервые предпринята попытка систематизировать разрозненную информацию о первом и единственном бое бронепоезда № 1 или «За Сталина!» и присутствует рассказ о выживших и погибших бойцах бронепоезда.
- Недавно, во время ремонта путей, в районе боя бп № 1, были найдены останки трёх военнослужащих, и на месте обнаружения их захоронения был поставлен памятный знак, в виде щита от крупнокалиберного пулемёта с вырезанной звездой.